# Taulil jezik
Taulil jezik (ISO 639-3: tuh; nekad nazivan taulil-butam), jezik istočnonovobritanske porodice, podskupine taulil, čiji je jedini predstavnik, i kojim još govori oko 800 ljudi (2000 S. Wurm) na pouotoku Gazelle u Papui Novoj Gvineji.
Nekada je imao dva dijalekta, ali je jedan od njih (butam) izumro 1981; drugi je taulil. Dvojezičnost na jeziku kuanua [ksd].

## Vanjske poveznice
- Ethnologue (15th)